# Mauro Finetto
Mauro Finetto (Tregnago, 10 maggio 1985) è un ex ciclista su strada italiano, professionista dal 2008 al 2022.

## Palmarès

### Strada
- 2009 (CSF Group-Navigare, tre vittorie)

Hel van het Mergelland
1ª tappa Giro di Turchia (Istanbul > Istanbul)
6ª tappa Giro di Turchia (Fethiye > Finike)
- 2014 (Yellow Fluo/Neri Sottoli, tre vittorie)

Gran Premio di Lugano
3ª tappa Tour du Limousin (Lac de Vassivière > Le Maupuy/Les Monts de Guéret)
Classifica generale Tour du Limousin
- 2015 (Southeast, due vittorie)

2ª tappa Sibiu Cycling Tour (Sibiu > Păltiniș)
Classifica generale Sibiu Cycling Tour
- 2016 (Unieur-Willer, due vittorie)

2ª tappa Okolo Slovenska (Banská Bystrica > Štrbské Pleso)
Classifica generale Okolo Slovenska
- 2017 (Delko-Marseille Provence-KTM, una vittoria)

Classic Sud Ardèche
- 2019 (Delko Marseille Provence, una vittoria)

5ª tappa Settimana Internazionale di Coppi e Bartali (Fiorano Modenese > Sassuolo)

#### Altri successi
- 2008 (CSF Group - Navigare)

Classifica giovani Giro della Provincia di Reggio Calabria
- 2010 (Liquigas-Doimo)

1ª tappa, 2ª semitappa Settimana Internazionale di Coppi e Bartali (Riccione, cronosquadre)
- 2015 (Southeast)

Classifica scalatori Giro di Slovenia
Classifica a punti Sibiu Cycling Tour
Classifica scalatori Sibiu Cycling Tour
- 2016 (Unieuro Wilier)

Classifica a punti Settimana Internazionale di Coppi e Bartali
- 2018 (Delko-Marseille Provence-KTM)

Classifica scalatori Tour de Luxembourg

## Piazzamenti

### Grandi Giri
- Giro d'Italia

2014: ritirato (16ª tappa)
2015: 57º
- Vuelta a España

2010: 79º

### Classiche monumento
- Milano-Sanremo

2011: 50º
2013: 61º
2014: 36º
- Giro delle Fiandre

2013: ritirato
- Liegi-Bastogne-Liegi

2010: ritirato
- Giro di Lombardia

2008: 6º
2010: ritirato
2014: 19º
2015: 64º

### Competizioni mondiali
- Campionati del mondo

Hamilton 2003 - Cronometro Junior: 24°
Hamilton 2003 - In linea Junior: 50°
Stoccarda 2007 - In linea Under-23: 62°

### Competizioni europee
- Campionati europei

Sofia 2007 - In linea Under-23: 94°